# Ingo Brohl

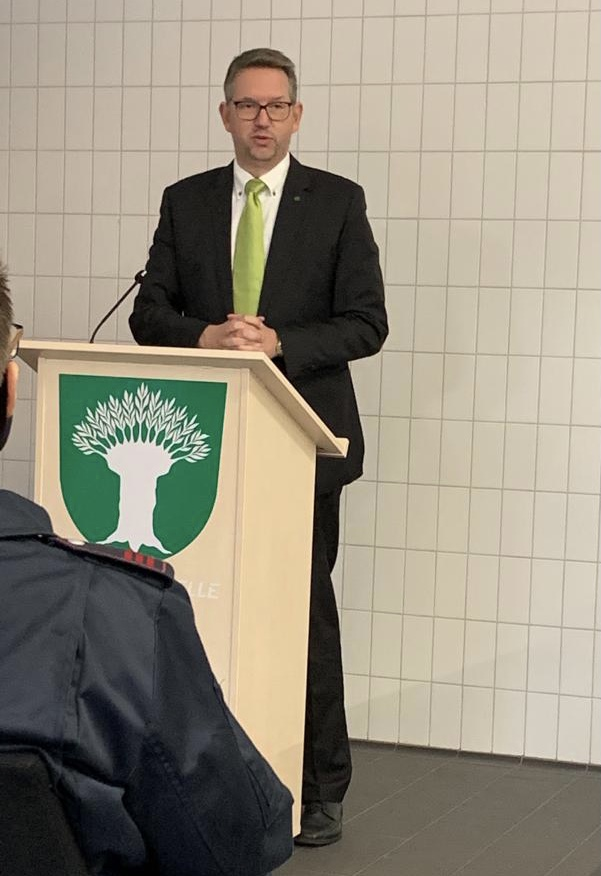
Landrat Ingo Brohl im November 2020

Ingo Brohl (* 10. April 1976 in Duisburg-Homberg) ist ein deutscher Kommunalpolitiker (CDU). Am 1. November 2020 trat er sein Amt als hauptamtlicher Landrat des Kreises Wesel an.

## Leben
Nach dem Abitur am Grafschafter Gymnasium in Moers leistete Brohl seinen Zivildienst bei den Caritas-Werkstätten Niederrhein ab und war danach dort noch als Angestellter tätig. Anschließend studierte er Rechtswissenschaften und Germanistik an der Universität Marburg sowie der Ruhr-Universität Bochum. Später wechselte er an die Fachhochschule Gelsenkirchen, wo er seine Studien als Diplom-Wirtschaftsjurist (FH) abschloss.
Während des Studiums war Brohl als Berater in den Bereichen Strategie, Marketing und Organisation tätig. 2013 übernahm er einen Lehrauftrag für „Kommunale Konzernsteuerung“ an der Westfälischen Hochschule, der aktuell ruht. Von 2017 bis zu seinem Amtsantritt als Landrat war Brohl geschäftsführender Gesellschafter einer Strategie- und Organisationsberatung.
Brohl ist verheiratet, hat zwei Kinder und lebt mit seiner Familie in Moers.

## Politische Tätigkeit
Brohl ist seit 2003 Mitglied der CDU, war Ratsmitglied und von 2012 bis 2020 Vorsitzender der CDU-Ratsfraktion in Moers. 2017 kandidierte er bei der Landtagswahl für den Wahlkreis 59 (Wesel IV), unterlag jedoch gegen Ibrahim Yetim von der SPD.
Am 27. September 2020 gewann Brohl die Landratsstichwahl im Kreis Wesel gegen seinen Herausforderer Peter Paic (SPD) mit 53,46 Prozent der Stimmen.
Darüber hinaus war er bis September 2021 Vorsitzender der Kommunalpolitischen Vereinigung der CDU Kreis Wesel.